# Rejon brusyliwski
Rejon brusyliwski – jednostka administracyjna wchodząca w skład obwodu żytomierskiego Ukrainy. 
W 2017 roku liczył 15 093 mieszkańców. Powierzchnia rejonu wynosi 625 km², a na jego terytorium mieści się 36 wsi. Siedzibą władz rejonu jest Brusyliw.

## Miejscowości rejonu
- Bolacziw (Болячів)
- Brusiłów (Брусилів)
- Bykiw (Биків)
- Dołyniwka (Долинівка)
- Dubriwka (Дубрівка)
- Dywyn (Дивин)
- Chomjanka (Хом'янка)
- Chomuteć (Хомутець)
- Jastrubeńka (Яструбенька)
- Jastrubna (Яструбна)
- Josypiwka (Йосипівка)
- Karabaczyn (Карабачин)
- Kostowci (Костовці)
- Kowhaniwka (Ковганівка)
- Krakiwszczyna (Краківщина)
- Łazariwka (Лазарівка)
- Małyniwka (Малинівка)
- Marjaniwka (Мар'янівка)
- Misteczko (Містечко)
- Moroziwka (Морозівка)
- Nowi Ozeriany[2][3] (Нові Озеряни)
- Osiwci (Осівці)
- Ozera (Озера)
- Pokrysziw (Покришів)
- Pryworottia (Привороття)
- Pyłyponka (Пилипонка)
- Romaniwka (Романівка)
- Skoczyszcze (Скочище)
- Skoczyszcze (Скочище)
- Soboliwka (Соболівка)
- Sołowijiwka (Соловіївка)
- Staryćke (Старицьке)
- Stawyszcze (Ставище)
- Wilszka (Вільшка)
- Wodotyji (Водотиї)
- Wysoke (Високе)
- Zapadnia (Западня)